# Haplogrup K del cromosoma Y humà

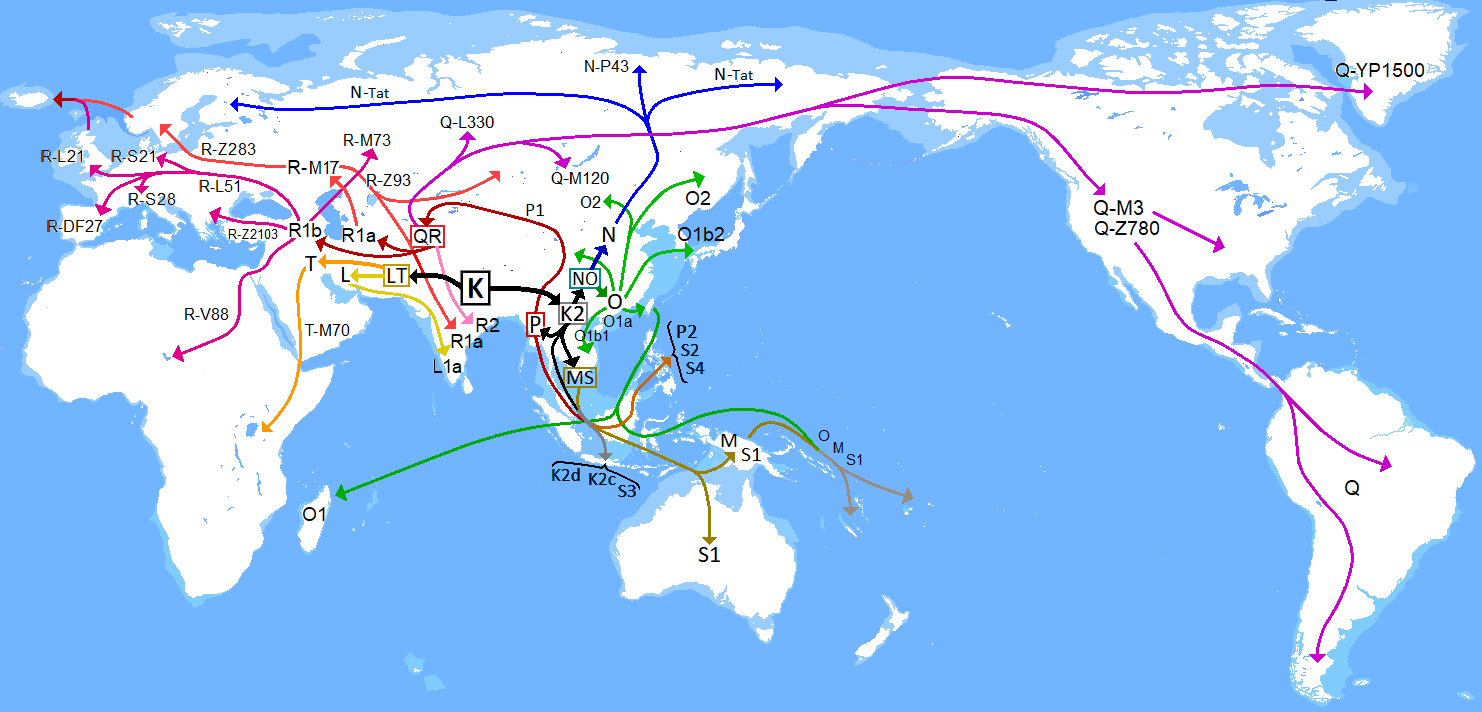
Distribució de l'haplogrup.

L'haplogrup K del cromosoma Y humà és un haplogrup format a partir de l'haplotip M9 del cromosoma Y humà.
Va aparéixer fa aproximadament 40.000 anys a l'Iran o el sud de l'Àsia central. Actualment, l'haplogrup K i els seus derivats són els ancestres patrilineals de la majoria de la gent que viu a l'hemisferi nord, incloent-hi la majoria d'europeus, molts indis, i quasi la totalitat dels asiàtics. Altres línies derivades del paragrup K es troben entre els melanesis, indicant un antic enllaç entre molts eurasiàtics i algunes poblacions d'Oceania.
Aquest haplogrup és descendent de l'haplogrup F (M89). Alhora és el progenitor dels haplogrups L (M20), M (M4), N (LLY22G), O (M175), P (M45) (i els descendents de P Q i R).
El subgrup K2 (M70) es troba present en baixes concentracions a l'Àfrica, l'Àsia, i el Pròxim Orient. Un membre famós de l'haplogrup K2 és en Thomas Jefferson; el seu cromosoma Y va ser motiu d'interès davant de l'escàndol Sally Hemings.
| Haplogrups del cromosoma Y humà |                 |   |   |   |    |    |    |    |    |   |    |    |   |    |    |    |    |    |   |   |   |  |
|                                 | Adam cromosòmic |   |   |   |    |    |    |    |    |   |    |    |   |    |    |    |    |    |   |   |   |  |
| \|                              |                 |   |   |   |    |    |    |    |    |   |    |    |   |    |    |    |    |    |   |   |   |  |
|                                 | A               | A | A | A | BT |    |    |    |    |   |    |    |   |    |    |    |    |    |   |   |   |  |
|                                 |                 |   | B | B | B  | CT | CT | CT | CT |   |    |    |   |    |    |    |    |    |   |   |   |  |
|                                 |                 |   |   |   | DE | DE | C  | F  | F  | F | F  | F  |   |    |    |    |    |    |   |   |   |  |
|                                 |                 |   |   |   | D  | E  |    |    | G  | H | IJ | IJ | K | K  | K  | K  |    |    |   |   |   |  |
|                                 |                 |   |   |   |    |    |    |    |    |   | I  | J  |   | LT | MS | MS | NO | NO | P | P |   |  |
|                                 |                 |   |   |   |    |    |    |    |    |   |    |    |   |    |    |    | N  | O  |   | Q | R |  |
|                                 |                 |   |   |   |    |    |    |    |    |   |    |    |   |    |    |    |    |    |   |   |   |  |